# 제7기동군단

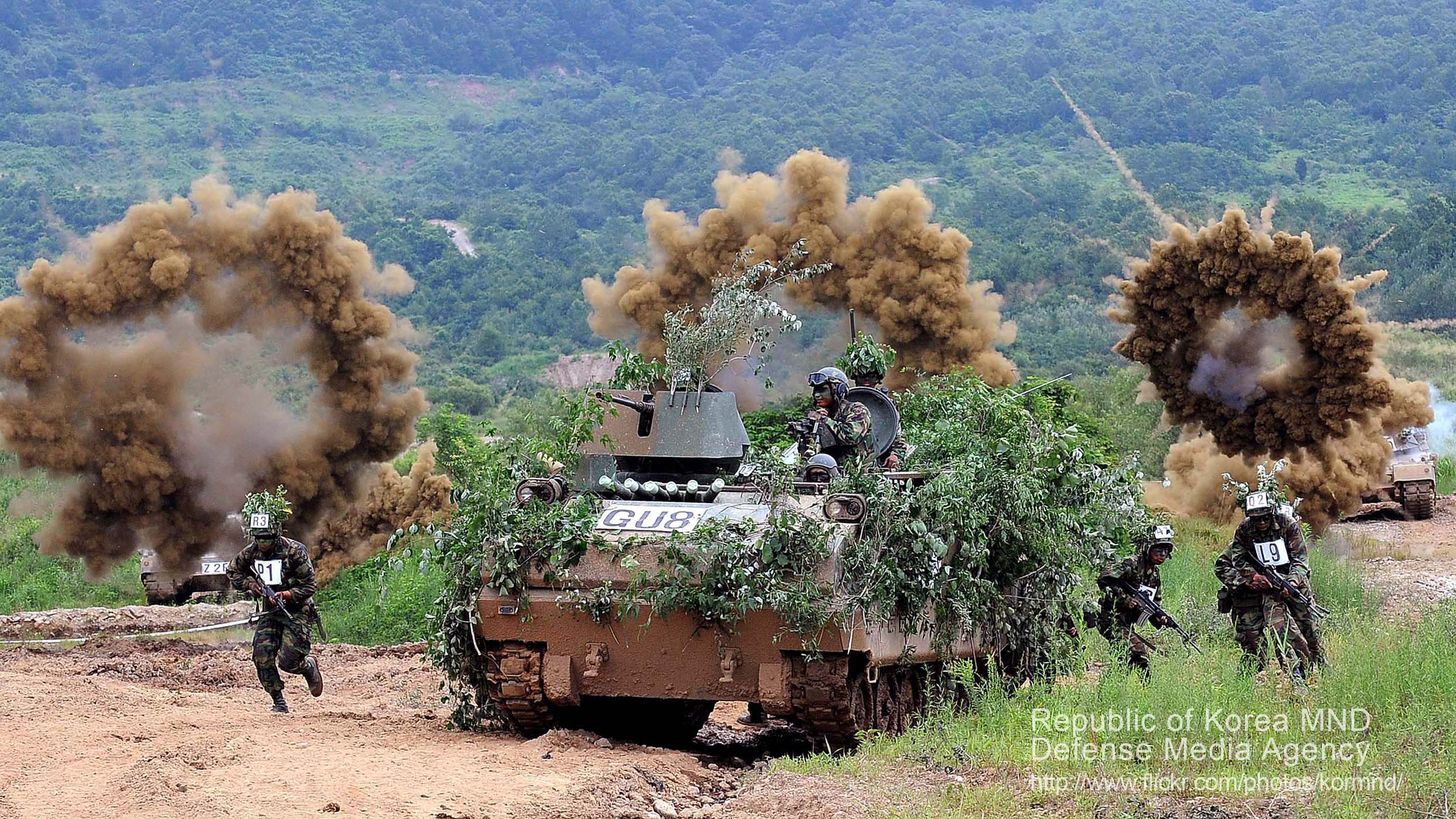
7군단의 부대전술훈련

제7기동군단(第七機動軍團, 영어: ROK VII Maneuver Corps)은 지상작전사령부 예하의 대한민국 육군의 군단이며, 상징명칭은 북진선봉부대(北進先鋒部隊)이다. 대한민국 육군에서 유일하게 공격임무만을 맡는 기동부대로서 유사시 북한으로 진격하게 된다.

## 개요
육군의 제7기동군단은 한국군 최초이자 유일한 기동군단이다. 군단 구성 부대 전체가 기계화되어 있다. 7군단은 현재의 작전계획 5027에서는 일부 임무가 변경되었다고 하나, 원래는 적이 서부전선 쪽 ‘하이웨이 1’ 축선과 ‘철원-문산’ 축선을 파고들 때 전열을 재정비한 뒤 공지합동전술 및 기동전술로 적의 종심을 타격하는 임무를 맡는 부대다. 때문에 대부분의 육군 군단에는 ‘특공연대’가 있지만 7군단에는 헬기에 탑승해 적 종심을 타격한 뒤 교두보 구축 역할을 맡는 ‘강습대대’가 있다. 여기다 주한미군의 제2보병사단도 한미연합군사령부의 전시지휘체계에서는 한국군의 7군단에 배속돼 함께 싸우게 된다. 즉 북한과의 전면전 발생 시 초기에 증원되는 신속전개군인 미국 육군 제18공수군단과 본토의 항공여단 등의 도움을 받아 미군과 함께 북한을 타격하는 역할을 맡는다.
특징이 하나 있다면 기동군단이라서 주요 직위자의 군사특기가 보병과 기갑이 혼재되어 있다. 일례로 김근태가 군단장이던 시절 주요지휘부에서는 참모장(오정석)과 주임원사가 기갑 병과였다.

## 역사
군단은 처음에는 1969년 1월 18일 "동해안경비사령부"로서 창설되었다. 제1, 2유격여단을 배속받았으며, 같은 달 31일 강원도 삼척시로 이동하였다. 이후, 강원도 동해안부터 경상북도 일부지역을 경비하였다.
같은 해 8월 18일, 제1, 2유격여단이 특수전사령부로 전속하여 동해안경비사령부를 떠났다.
1982년 8월, 서수를 부여받아 제7군단으로 개편되고 이듬해 1983년 작전계획 5027-04를 기반으로 전두환 대통령의 지시에 따라 임무가 바뀌어 공격에만 주력하는 기동군단으로 선택되었다. 그에 따라 경기도 이천시로 옮겨갔으며, 수도기계화보병사단과 제20기계화보병사단을 예속받았다.
2021년 1월 1일, 제2신속대응사단은 제2작전사령부의 제201, 203특공여단을 전속받아 신속전개군이자 공중강습부대가 되었다.

## 사건사고
1992년 2월 14일 오전 9시 45분경, 경상북도 선산군 장천면 상림리 마을 뒷편에 있는 삼정산 7부 능선에 육군 204항공대 소속 UH-1H 헬리콥터 1대가 추락하였다. 군단장과 군단 참모진등 7명이 사망하고, 헬기 조종사 이지성 소령과 부조종사 이수호 대위 등 3명은 중상을 입고 국군병원으로 후송됐다.
군단장 이현부 중장은 부대 순시를 위해 강원도 홍천에서 포항 방향으로 헬기로 이동 중이었다. 도중 테일로터 프로펠러가 떨어져 나가면서 균형을 잃고 마을 과수원으로 추락하였다. 안전띠를 벗어던지고 군단장을 살리기 위해 겹겹이 얼싸안아 충격완화를 시도하였다. 그리고 부조종사 이수호 대위는 헬기가 폭발할 수 있다고 판단하여 배터리를 떼어내려 했으며, 조종사 이지성 대위는 끝까지 조종간을 잡고 착륙을 시도하였다. 그러나 헬기는 완전히 부셔졌고 떨어져 나간 테일로터는 500m가량 떨어진 논밭에서 발견되었다. 2월 16일 3야전군 사령부에서 영결식을 마친 뒤, 이현부 중장은 동작동 국립묘지에 안장되었다. 이튿날 군단 참모 6명은 대전광역시 국립묘지에 안정되었고, 보국훈장이 추서되었다.
사망자
- 故 이현부 중장(50, 육사 20기) - 군단장
- 故 허정봉 대령(49, 학군 13기) - 작전참모
- 故 이원일 대령(50, 학군 11기) - 군수참모
- 故 노용건 대령(진)(1992년 2월 3주차 진급예정이었음, 40, 육사 30기) - 감찰참모. 군단 작전참모 허정봉 대령 이임 전 군단에 배속되고 보직을 받음.
- 故 한황진 소령(32, 육사 38기?) - 비서실장
- 故 서상권 중위(25, 육사 45기) - 부관
- 故 조규성 상병(22) - 승무원

부상자
- 故 이지성 대위(35, 3사 15기) - 조종사(사고 당시에는 중상을 입고 살았지만 1개월 후 사고 후유증으로 사망했다.)
- 이수호 대위(진)(27, 학군 26기) - 부조종사
- 문기남 상병(22) - 승무원

2002년 2월 10일 서울특별시 국립묘지와 이튿날 2월 14일 수도사단에서 군단장 사고사 10주기 추모식이 시행되었다

## 편성

### 현재

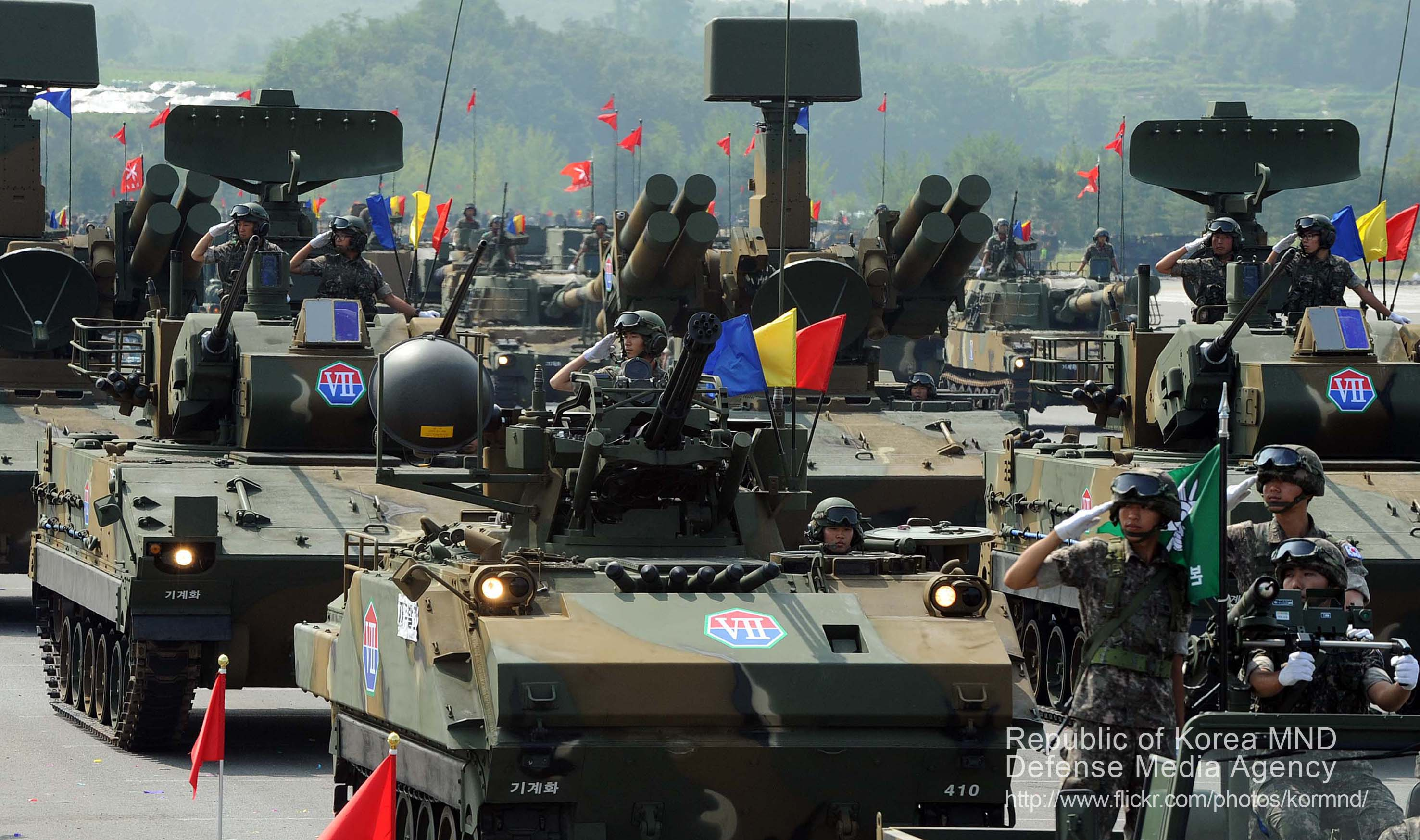
2013년 국군의 날 행진하는 7군단의 기갑차량들

제517방공대대가 2008년에 창설되었다. 2016년 군개편으로 제8, 11, 26사단이 군단으로 전속되었다. 2018년에 26사단이 해체되고, 2019년에는 20사단이 해체되었다.
구성부대
- 수도기계화보병사단 "맹호"
- 제2신속대응사단 "노도"
- 제8기동사단 "오뚜기"
- 제11기동사단 "화랑"

직할부대
- 제7공병여단
- 제7포병여단
- 제17항공단
- 제107정보통신단
  - 통신운용대대
  - 제771통신대대
- 제1강습대대
- 제2강습대대
- 제17화생방대대
- 제517방공대대
- 제7경비대대

### 이전
- 제1유격여단; 1969년 1월 18일, 창설. ~ 8월 18일, 특수전사령부로 전속.
- 제2유격여단; 1969년 2월 17일, 창설. ~ 8월 18일, 특수전사령부로 전속.
- 제88여단; 1975년 8월 1일, 창설. ~ 1982년 8월 16일, 제1해안전투단과 병합.
  - 제56연대
  - 제58연대; 1982년 8월 16일, 제22보병사단으로 전속.
- 제1해안전투단; 1974년 ~ 1982년 8월 16일, 제88여단과 병합.
- 제68훈련단; 1975년 8월 1일 ~ 1987년, 사단화.
- 제707특공연대; 제7강습대대로 축소
- 제7강습대대; 제1강습대대, 제2강습대대로 개편

## 계보
- 1969년 1월 18일, 동해안경비사령부
- 1974년, 동해안방어사령부
- 1982년 8월 16일, 제7군단
- 1983년, 제7기동군단

## 역대 군단장
| #  | 계급 | 성명   | 임관      | 취임일           | 이임일           | 최종 보직                      | 참고  |
| -- | ---- | ------ | --------- | ---------------- | ---------------- | ------------------------------ | ----- |
| 1  | 소장 | 강원채 | 육사 5기  | 1969년 1월 18일  | -                |                                |       |
| 19 | 중장 | 이현부 | 육사 20기 | 1991년 12월      | 1992년 2월 14일  | 재직 중 순직                   | [ 3 ] |
| 23 | 중장 | 김장수 | 육사 27기 | 2001년           | 2003년 4월       | 육군참모총장(대장), 국방부장관 |       |
| 24 | 중장 | 김병관 | 육사 28기 | 2003년 4월       | 2005년 4월       | 한미연합 부사령관(대장)        |       |
| 25 | 중장 | 김근태 | 육사 30기 | 2005년 4월       | 2006년 12월 4일  | 제1야전군 사령관(대장)         |       |
| 26 | 중장 | 김영후 | 육사 31기 | 2006년 12월 4일  | 2008년 11월 11일 |                                |       |
| 27 | 중장 | 박성규 | 3사 10기  | 2008년 11월 11일 | 2010년 6월 28일  | 제1야전군 사령관(대장)         |       |
| 28 | 중장 | 이준구 | 육사 34기 | 2010년 6월 28일  | 2011년 11월      |                                |       |
| 29 | 중장 | 임국선 | 학군 17기 | 2011년 11월      | 2013년 4월       | 제2작전사령부 부사령관(중장)   |       |
| 30 | 중장 | 박찬주 | 육사 37기 | 2013년 4월       | 2014년 10월 14일 | 2작전사령부 사령관(대장)       |       |
| 31 | 중장 | 장재환 | 육사 39기 | 2014년 10월 14일 | 2016년 4월 29일  | 교육사령부 사령관(중장)        |       |
| 32 | 중장 | 이종섭 | 육사 40기 | 2016년 4월 29일  | 2017년 9월       | 합동참모차장(중장)             |       |
| 33 | 중장 | 이정기 | 육사 41기 | 2017년 9월       | 2018년 12월      | 육군항공작전사령관(중장)       |       |
| 34 | 중장 | 윤의철 | 육사 43기 | 2018년 12월      | 2019년 11월      | 합동참모차장(중장)             | [ 6 ] |
| 35 | 중장 | 허강수 | 3사 23기  | 2019년 11월      | 2022년 6월       | 제7기동군단장                  | [ 7 ] |
| 36 | 중장 | 고현석 | 학군 29기 | 2022년 6월       | 2023년 4월       |                                |       |
| 37 | 중장 | 김호복 | 3사 27기  | 2023년 4월       | 2024년 4월       |                                |       |
| 38 | 중장 | 박재열 | 육사 49기 | 2024년 4월       |                  |                                |       |

## 같이 보기
- 대한민국 육군의 부대 조직 및 편성 목록
- 기계화보병